# Novum Testamentum Graece

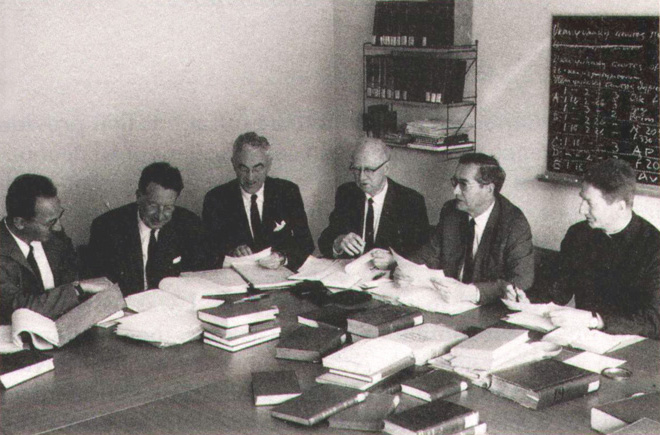
Het comité van de Engelse editie van het Griekse Nieuwe Testament, dat gebruikmaakt van de tekst van Nestle Aland. Kurt Aland 2e van rechts

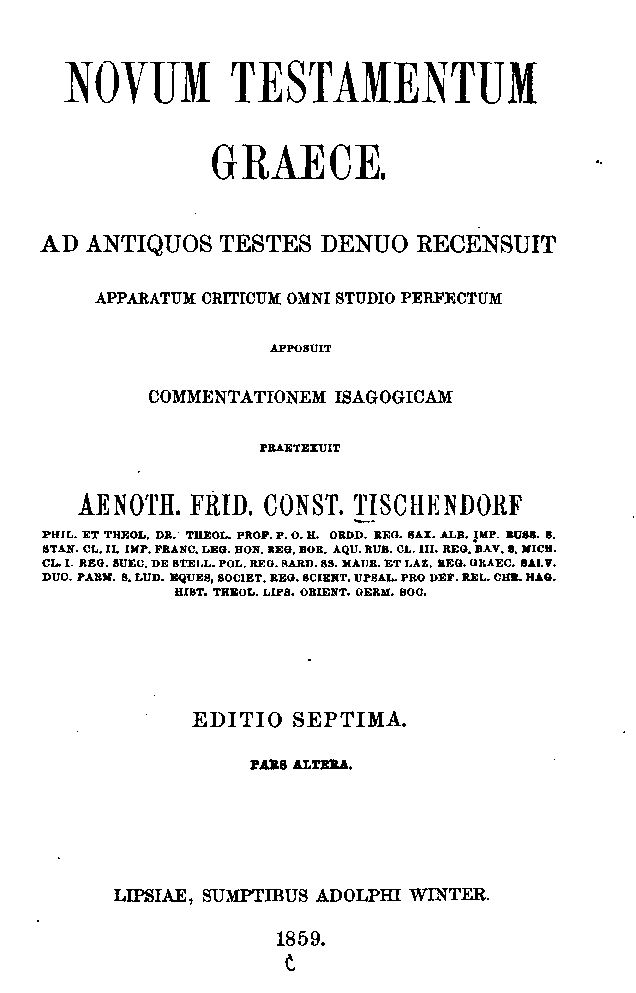
Titelpagina van de uitgave van Novum Testamentum Graece van Konstantin von Tischendorf (editio septima, 1859)

Novum Testamentum Graece (Latijn voor 'het Nieuwe Testament in het Grieks') is sinds de eerste gedrukte uitgave van het Griekse Nieuwe Testament, verzorgd door Desiderius Erasmus, een veelgebruikte titel voor uitgaven van het Nieuwe Testament in de oorspronkelijke taal die primair gebaseerd zijn op Griekse handschriften. Tegenwoordig is deze titel vooral in gebruik voor een wetenschappelijke, tekstkritische editie van het Nieuwe Testament, die wordt verzorgd door het Institut für neutestamentliche Textforschung van de Westfaalse Wilhelms-Universiteit in Münster.
De huidige editie is de 28e, en wordt meestal aangeduid met 'Nestle-Aland' (NA, gevolgd door het nummer van de editie), naar de eerste uitgevers van deze bronteksteditie. De editie is internationaal de standaard op academisch gebied, maar is in feite een handeditie die momenteel wordt afgelost door het Novum Testamentum Graecum, Editio Critica Maior. Bijbelvertalers die zijn aangesloten bij de Wereldfederatie van Bijbelgenootschappen (UBS) gebruiken het Novum Testamentum Graece wereldwijd voor Bijbelvertalingen.

## Geschiedenis
In 1898 verscheen de eerste editie van het Novum Testamentum Graece geredigeerd door Eberhard Nestle (1851-1913). Nestle vatte het tekstkritische werk van de 19e eeuw samen en maakte het zo algemeen toegankelijk. Als twee van de drie gebruikte tekstedities overeenkwamen, werd de tekst van deze twee opgenomen in de tekst en de derde in een voetnoot. Hiervoor maakt hij gebruik van de teksten van Konstantin von Tischendorf, van Westcott en Hort en van Weymouth; na 1901 die van Bernhard Weiss.
In 1927 nam de zoon en opvolger van Nestle, Erwin Nestle (1883-1972) het kritisch apparaat dat zijn vader begonnen was in de 13e editie op. Hierdoor kwamen de Griekse handschriften, oude vertalingen en antieke verwijsplaatsen zelf op de voorgrond te staan. Vanaf de 17e editie begon Erwin Nestle op sommige plaatsen de kritische meerderheidstekst te vervangen in het licht van nieuwe tekstkritische ontwikkelingen.
Vanaf de 21e editie van 1952 werkte Kurt Aland mee aan de uitgave en verrichtte veel onderzoek naar Griekse handschriften ten bate van het kritisch apparaat. Bij de 26e editie (1979) werden de tekst en het kritisch apparaat geheel herzien. Er werd nu niet te rade gegaan bij 19e-eeuwse geleerden, maar een comité van internationaal erkende tekstcritici beoordeelde zorgvuldig elke variant volgens de criteria van de tekstkritiek van de Bijbel. In het boek Der Text des Neuen Testaments maakt Kurt Aland samen met zijn vrouw Barbara Aland hun werkwijze inzichtelijk. In zijn A Textual Commentary on the Greek New Testament lichtte Bruce Metzger, die deel uitmaakte van het comité dat onder leiding van Kurt Aland verantwoordelijk was voor de herziening, de belangrijkste inhoudelijke keuzes toe. De 27e editie verscheen in 1993, maar bevatte geen belangrijke wijzigingen ten opzichte van de 26e editie. De 27e editie is de laatste waaraan Kurt Aland zelf heeft meegewerkt; in 1994 overleed hij.
De 28e editie verscheen in 2012. Voor het grootste deel van het Nieuwe Testament volgt deze de tekst die ook in de 26e en 27e editie is afgedrukt, maar in de katholieke brieven is de tekst van de Editio Critica Maior (2e editie) opgenomen. Dit heeft volgens de inleiding bij NA28 (p.6*) op 34 plaatsen geresulteerd in een aanpassing in de tekst. Daarnaast is het tekstkritisch apparaat enigszins aangepast in opzet om de inzichtelijkheid ervan te vergroten. Ook zijn de lezingen in recent gepubliceerde papyrusfragmenten aan het tekstkritisch apparaat toegevoegd.

## Tekst, inleiding, marges en appendix
De Bijbeltekst van het Novum Testamentum Graece is eclectisch: de hoofdtekst volgt niet één handschrift, maar doet bij elke plaats waar variatie is een beredeneerde keuze. Daartoe zijn alle Bijbelse handschriften die in 1993 bekend waren ingedeeld in categorieën om de relatieve tekstkwaliteit vast te leggen. Verder volgt men de regels van de tekstkritiek van de Bijbel.
Andere varianten worden in het kritisch apparaat gegeven. De wijze waarop het kritisch apparaat is vormgegeven, wordt in een uitvoerige inleiding (Duits en Engels) uit de doeken gedaan. Behalve de werkwijze met Griekse handschriften wordt hier ook beschreven hoe men met oude vertalingen en de kerkvaders is omgegaan.
Aan de buitenrand van de Bijbeltekst staan parallelle gedeelten uit andere Bijbelboeken en citaten uit (voornamelijk) het Oude Testament. In de binnenrand staan bij de Evangeliën symbolen die horen bij een synoptisch schema uit de 5e eeuw.
Achter in de editie staat een zeer uitgebreid overzicht van Griekse en Latijnse handschriften en hun omvang. Daarna volgt een appendix met varianten die niet belangrijk genoeg gevonden werden voor het kritisch apparaat en een overzicht met citaten uit het Oude Testament.

## Nauwkeurigheid van het Nieuwe Testament
In Der Text des Neuen Testaments vergelijken Kurt Aland en Barbara Aland het totale aantal van variantvrije verzen, en het aantal varianten per bladzijde (exclusief orthografische fouten) tussen de zeven grote edities van het Griekse Nieuwe Testament (Tischendorf, Westcott-Hort, von Soden, Vogels, Merk, Bover en Nestle-Aland), waarbij ze concluderen dat 62,9% oftewel 4999/7947 van de verzen overeenkomen. Zij besluiten: "Derhalve zijn bijna twee derde van de nieuwtestamentische verzen, [althans] de zeven edities van het Griekse Nieuwe Testament die wij hebben gerecenseerd, in volkomen overeenstemming, zonder verschillen behalve orthografische details (bijv. de spelling van namen enz.). Verzen waarin enige van de zeven edities slechts één woord verschillen zijn niet geteld. Dit resultaat is vrij opmerkelijk, omdat het aantoont dat er een veel grotere overeenstemming is tussen de Griekse teksten van het Nieuwe Testament tijdens de afgelopen eeuw dan tekstgeleerden zouden hebben vermoed […]. In de evangeliën en Openbaring is de overeenstemming kleiner, terwijl die bij Handelingen en de brieven veel groter is."
| Boek              | Totaal aantal verzen | Variantvrije verzen | Percentage | Varianten per bladzijde |
| Matteüs           | 1071                 | 642                 | 59,9 %     | 6,8                     |
| Marcus            | 678                  | 306                 | 45,1 %     | 10,3                    |
| Lucas             | 1151                 | 658                 | 57,2 %     | 6,9                     |
| Johannes          | 869                  | 450                 | 51,8 %     | 8,5                     |
| Handelingen       | 1006                 | 677                 | 67,3 %     | 4,2                     |
| Romeinen          | 433                  | 327                 | 75,5 %     | 2,9                     |
| 1 Korintiërs      | 437                  | 331                 | 75,7 %     | 3,5                     |
| 2 Korintiërs      | 256                  | 200                 | 78,1 %     | 2,8                     |
| Galaten           | 149                  | 114                 | 76,5 %     | 3,3                     |
| Efeziërs          | 155                  | 118                 | 76,1 %     | 2,9                     |
| Filippenzen       | 104                  | 73                  | 70,2 %     | 2,5                     |
| Kolossenzen       | 95                   | 69                  | 72,6 %     | 3,4                     |
| 1 Tessalonicenzen | 89                   | 61                  | 68,5 %     | 4,1                     |
| 2 Tessalonicenzen | 47                   | 34                  | 72,3 %     | 3,1                     |
| 1 Timoteüs        | 113                  | 92                  | 81,4 %     | 2,9                     |
| 2 Timoteüs        | 83                   | 66                  | 79,5 %     | 2,8                     |
| Titus             | 46                   | 33                  | 71,7 %     | 2,3                     |
| Filemon           | 25                   | 19                  | 76,0 %     | 5,1                     |
| Hebreeën          | 303                  | 234                 | 77,2 %     | 2,9                     |
| Jakobus           | 108                  | 66                  | 61,6 %     | 5,6                     |
| 1 Petrus          | 105                  | 70                  | 66,6 %     | 5,7                     |
| 2 Petrus          | 61                   | 32                  | 52,5 %     | 6,5                     |
| 1 Johannes        | 105                  | 76                  | 72,4 %     | 2,8                     |
| 2 Johannes        | 13                   | 8                   | 61,5 %     | 4,5                     |
| 3 Johannes        | 15                   | 11                  | 73,3 %     | 3,2                     |
| Judas             | 25                   | 18                  | 72,0 %     | 4,2                     |
| Openbaring        | 405                  | 214                 | 52,8 %     | 5,1                     |
| Totaal            | 7947                 | 4999                | 62,9 %     |                         |